# 浜北コミュニティバス
浜北コミュニティバス（はまきたコミュニティバス）は、静岡県浜松市浜名区内で運行されている自治体バス（いわゆる80条バス）。
2005年6月30日以前に旧浜北市が運行していたものを、浜松市が継承したものである。浜松市の条例では「自家用有償バス」として定義されている。運行事業者は浜松バスである。

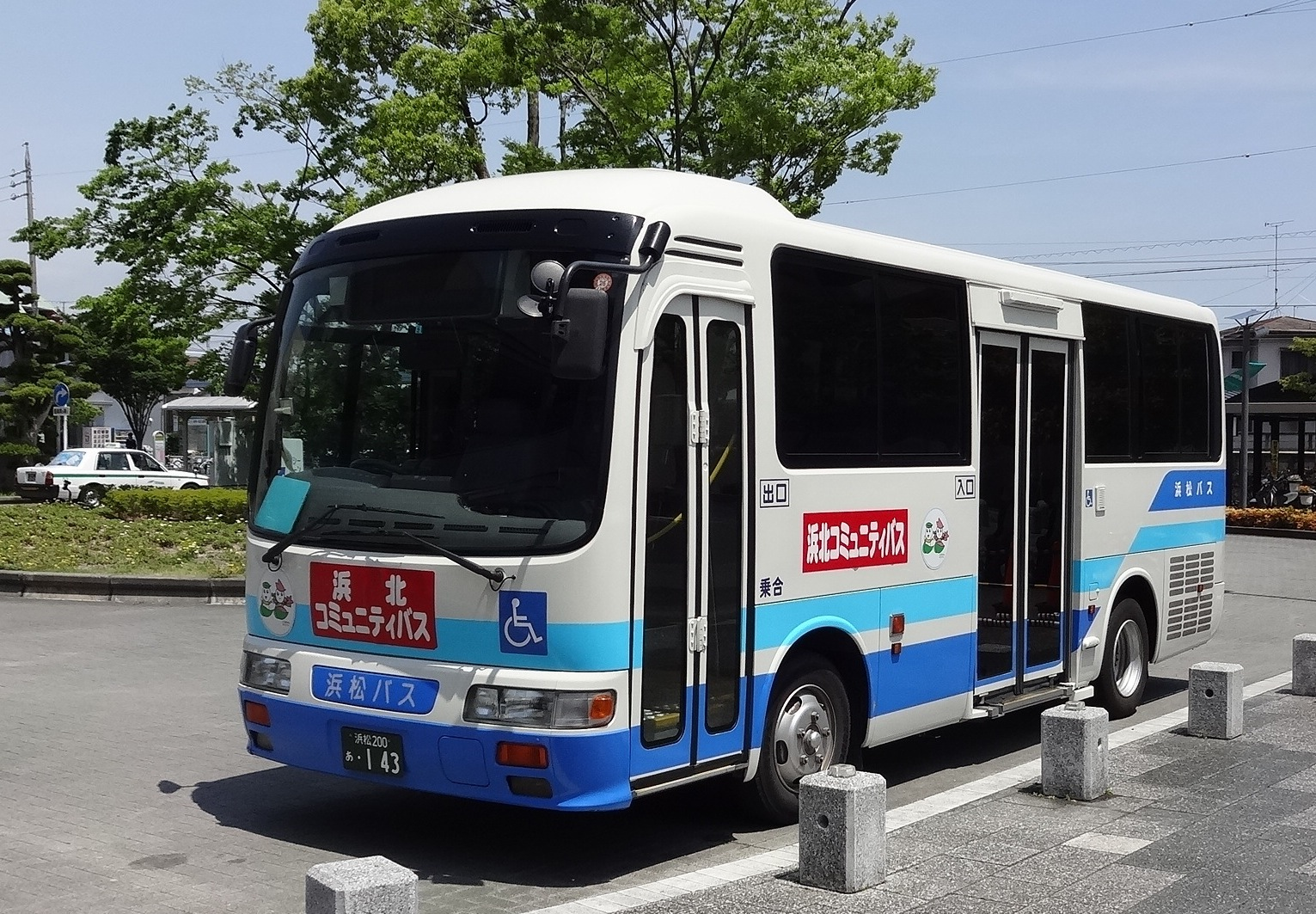
浜北コミュニティバスに使用されている浜松バスの車両。浜北駅で2014年に撮影

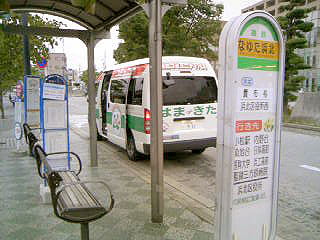
なゆた浜北バス停（浜北駅）に停車中の過去の車両(過去画像　2008年撮影)

## 運行経路
- 赤佐中瀬線（中瀬・芝本方面） - 月・木曜日運行
- 大平堀谷線（大平・堀谷・宮口方面） - 火・金曜日運行
- 北浜麁玉線（東コース：寺島・善地方面） - 水・土曜日運行
- 北浜麁玉線（西コース：新原・平口方面） - 水・土曜日運行

## 使用車両
浜松バスに運行を委託している関係で、浜松バスの路線車が使用される。

### 備考
- 料金は1乗車200円（小人（小学生）は1乗車100円）
  - 6歳未満無料
  - 身体障害者手帳、療育手帳等を呈示した場合は50％引
  - PayPayでの支払いも可能

## 利用状況
- 乗車人員の変遷を示す。[3]
  - 平成16年度 21,050人
  - 平成17年度 22,938人
  - 平成18年度 22,910人
  - 平成19年度 21,007人
  - 平成20年度 19,241人